# Dragan Kapičić
Dragan Kapičić (in serbo Драган Капичић?; Belgrado, 7 agosto 1948 – Belgrado, 24 giugno 2024) è stato un cestista e dirigente sportivo jugoslavo.

## Carriera
Con la Jugoslavia disputò i Giochi olimpici di Monaco 1972, due edizioni dei Campionati mondiali (1970, 1974) e quattro dei Campionati europei (1967, 1969, 1971, 1975).

## Palmarès
- YUBA liga: 2

Stella Rossa Belgrado: 1968-69, 1971-72
- Coppa di Jugoslavia: 3

Stella Rossa Belgrado: 1971, 1973, 1975
- Coppa delle Coppe: 1

Stella Rossa Belgrado: 1973-74